# 山神站
山神站（日语：／ Yamagami eki */?）是位於岐阜縣土岐市，東濃鐵道駄知線的鐵路車站（廢站）。
此站是駄知線中位處最高的車站。此站距離山神村落較遠，因此客量也較少，貨運量也較少。

## 歷史
- 1922年（大正11年）10月10日：駄知鐵道下石站至此站間開通，此站啟用[1]。
- 1923年（大正12年）1月22日：此站至駄知站之間開通[1]，此站成為中途車站。
- 1944年（昭和19年）3月1日：在公司合併後成為東濃鐵道駄知線車站。
- 1972年（昭和47年）7月13日：發生昭和47年7月暴雨（日语：昭和47年7月豪雨），使橋樑被沖毀，全線暫停營業。
- 1974年（昭和49年）10月21日：駄知線廢線，此站也被廢除[1]。

## 現況
車站遺址還遺留了部分月台遺跡。另外，在車站東邊還有一些橋樑部件的遺跡。

## 相鄰車站
東濃鐵道
駄知線
下石－山神－駄知

## 注腳
1. 1 2 3  今尾惠介監修《日本鐵道旅行地圖帳 7號 東海》新潮社 42頁

## 相關項目
- 日本鐵路車站列表 Ya